# Mark Oldershaw
Mark Oldershaw (Burlington, 7 de fevereiro de 1982) é um canoísta canadiano especialista em provas de velocidade.

## Carreira
Foi vencedor da medalha de bronze em C-1 1000 m em Londres 2012.
Conquistou a melalha de prata nos Jogos Pan-Americanos de 2015 categoria individual C1 1000m.